# Darkhorse
Darkhorse és el segon àlbum del grup estatunidenc de nu metal Crazy Town. Va ser llançat el 12 de novembre del 2002 per Columbia Records.

## Llista de cançons
1. "Decorated" (3:07)
2. "Hurt You So Bad" (3:46)
3. "Drowning" (3:19)
4. "Change" (3:44)
5. "Candy Coated" (4:22)
6. "Waste of My Time" (2:56)
7. "Sorry" (4:15)
8. "Battle Cry" (2:49)
9. "Take It to the Bridge" (3:18)
10. "Skulls and Stars" (4:25)
11. "Beautiful" (3:18)
12. "You're the One" (3:56)
13. "Them Days" (3:11)
14. "Hurt You So Bad (Paul Oakenfold Remix)" (4:13) (Bonus track)

## Senzills
| 2002 | "Drowning"        | — | 24 | 24 | 50 | 45 |  |  |  |  |  |  |  |  |
| 2003 | "Hurt You So Bad" | — | —  | —  | —  | —  |  |  |  |  |  |  |  |  |
|      |                   |   |    |    |    |    |  |  |  |  |  |  |  |  |